# ワールド記念ホール
ワールド記念ホール（ワールドきねんホール、英語: World Hall）は、兵庫県神戸市中央区ポートアイランドにある多目的ホールである。正式名称は「神戸ポートアイランドホール」。
神戸市が設置し、指定管理者制度に基づき公益財団法人神戸市スポーツ協会、神戸国際ステージサービス株式会社（神戸国際会館子会社）、アシックススポーツファシリティーズ株式会社（アシックス子会社）の共同体であるワールド記念ホール運営事業体が管理・運営を行っている。

## 概要
ワールド記念ホールは1984年（昭和59年）に竣工。大阪城ホール（1983年竣工）に次ぐ日本で2棟目の国際級室内陸上競技会開催可能なアリーナを有する施設である。施工には世界初のパンタドーム構法が採用された。ワールド記念ホールという名称は株式会社ワールドからの寄附金20億円を基に神戸市が設置した経緯から付けられたものであり、現在多くの建物に付与されているいわゆる命名権によるものではない。
屋根の色は現在、レンガ色のように見えるが、これは錆びによるものである。本来の色は鉛のような黒色であったが、経年により、青錆びの緑色の時代を経て、現在の赤錆びのレンガ色へと変化している。
1985年（昭和60年）に開催されたユニバーシアード神戸大会の際には室内競技会場として使用され、イザワ・クリスマスオープン・テニストーナメント、DRAGON GATE、デウソン神戸、神戸ストークスの試合会場としても使用された。
また、全日本吹奏楽連盟と朝日新聞社が主催する全日本マーチングコンテストの第1回大会が1988年に開催された。以後、第2回から第6回、第10回、第12回、第14回、第16回の大会が開催され、マーチングの「聖地」となっていた。
ライブ会場としては、近藤真彦が利用して以降、国内外のアーティストに幅広く利用されている。特殊な用途としては、1000人のチェロ・コンサートの会場として、1998年・2001年・2005年と3回使用されており、文字通り1,000人を超えるチェリストが一度にホールで演奏を行った。
2006年・2009年～2012年には讀賣テレビ放送主催の音楽番組『ベストヒット歌謡祭』の公開生放送が行われていた。2008年（平成20年）からは「神戸コレクション」が開催されている。
地元神戸大学の入学式及び学位記授与式の会場としても毎年使用される。2003年までは神戸市の成人式も開催されていた（2004年より御崎公園球技場に変更）。
なお、2020年（令和2年）には、上半期（1月4日 - 6月30日）に大規模な改修工事を実施。例年この時期に開かれていたイベントについては、休演か近隣会場での代替開催で対応している。

## 施設概要
- 設計 昭和設計、川口衞（構造設計）
- 施工 竹中工務店
- 竣工 1984年
- 構造 S造+RC造
- 規模 地下1階＋地上3階
- 敷地面積 10,286m²
- 建築面積 7,739m²
- 延床面積 13,325m²
- 最高天井高   約30m
- アリーナ規模 82.5m×42.5m
- アリーナ面積 3,100m²
  - 床面はかつて体育館仕様のフローリングだったが、2014年に塩ビシートに変更されている。
- 最大収容人員 8,000人
  - 電動可動席が存在したが、2014年の床面変更に伴って基本的に使用できなくなった。

## 主な用途
- 音楽コンサート全般
- 室内スポーツ競技
- テレビ番組の公開生放送
- 国際会議
- パーティー全般
- 入社式
- 大学などの入学式

## イベント開催実績

### ライブ・音楽イベント
- 近藤真彦（1985年）
- 佐野元春（1985年）
- Run-D.M.C.（1986年）
- THE ALFEE（1986年、1988年、2000年）
- BOØWY（1987年）
- 松任谷由実（1988年、1990年、1992年、1993年、1994年、1996年、1997年、2018年）
- 長渕剛（1988年、1992年、1993年、1994年、2009年、2010年）
- HOUND DOG（1989年）
- STARDUST REVUE（1990年、1992年、1993年、2000年）
- LIVE COMMUNICATION'90（1990年）
- 久保田利伸（1991年、1996年、2000年）
- 矢沢永吉（1993年）
- B'z（1996年、2001年、2005年、2008年、2011年、2019年）
- Mr.Children（1996年、2000年、2009年）
- V6（1996年、2010年、2011年）
- DREAMS COME TRUE（1996年、2009年、2018年、2022年）
- Act Against AIDSコンサート（1996年）
- 桑田佳祐（1997年、2011年）
- サザンオールスターズ（2025年）
- ASKA（1998年）
- 1000人のチェロ・コンサート（1998年、2001年、2005年）
- オアシス（2000年）
- GLAY（2000年、2007年、2012年、2019年、2022年）※2012年はフリーライブ
- MISIA（2001年、2005年、2007年）
- ゆず（2001年、2002年、2003年、2004年、2006年、2008年、2009年、2011年、2013年）
- 平井堅（2003年、2004年、2008年）
- 稲葉浩志（2004年、2010年、2016年）
- コブクロ（2004年、2006年、2008年、2009年、2011年、2013年）
- 関ジャニ∞（2006年、2015年、2022年）
- 倖田來未（2007年、2008年、2009年、2010年）
- THE SUPER DRY LIVE（2007年）
- ダフト・パンク（2007年）
- TUBE（2007年）
- 小田和正（2008年、2011年、2014年、2022年）
- 浜崎あゆみ（2008年、2009年、2010年、2012年、2013年、2022年）
- 氷室京介（2008年）
- Revo（Sound Horizon）& 梶浦由記（2008年）
- 安室奈美恵（2009年、2011年、2014年）
- 東方神起（2009年）
- ポルノグラフィティ（2009年）
- ビヨンセ（2009年）
- コールドプレイ（2009年）
- レミオロメン（2009年、2011年）
- ブラック・アイド・ピーズ（2009年）
- ENDLICHERI☆ENDLICHERI（堂本剛）（2009年）
- Kis-My-Ft2（2009年）
- 堂本光一（2010年、2012年）
- 上田竜也（2010年）
- バックストリート・ボーイズ（2010年、2013年）
- BIGBANG（2010年）
- レディー・ガガ（2010年）
- AKB48 握手会イベント（2010年）
- AAA（2010年、2011年）
- いきものがかり（2010年、2013年）
- LUNA SEA（2010年）※カウントダウン・ライブ
- VAMPS（2010年～2017年）
- 赤西仁（2011年）
- 関西ジャニーズJr. with 中山優馬（2011年）
- テゴマス（2011年）
- RAIN（2011年）
- 2NE1（2011年、2014年）
- NE-YO（2011年）
- YUKI（2011年）
- NMB48 （2011年、2016年、2017年）
- 浜田省吾（2011年、2016年）
- ケツメイシ（2011年、2013年、2022年）
- RADWIMPS（2011年、2022年）
- EXILE TRIBE（2011年）
- 徹子の部屋コンサート（2011年）
- FUNKY MONKEY BABYS（2012年）
- BEAST（2012年、2014年）
- SHINee（2012年、2013年）
- 超新星（2012年、2013年）
- SHINHWA（2012年）
- Perfume（2012年）
- BUMP OF CHICKEN（2012年、2018年）
- ももいろクローバーZ（2012年）
- INFINITE（2012年）
- 三代目 J Soul Brothers（2012年、2014年）
- UVERworld（2012年）
- SUPER JUNIOR-K.R.Y.（2012年、2015年）
- 少女時代（2013年、2014年）
- Sexy Zone（2013年、2014年）
- シガー・ロス（2013年）
- 斉藤和義（2013年）
- ナオト・インティライミ（2013年）
- KARA（2013年）
- SKE48（2013年）
- Fear, and Loathing in Las Vegas（2014年）
- ライオネル・リッチー（2014年）
- SUPER JUNIOR-D&E（2014年、2018年、2024年）
- D-LITE（from BIGBANG）（2014年）
- シド（2014年）
- E-girls（2014年）
- ゴールデンボンバー（2014年、2015年、2016年、2021年）
- 私立恵比寿中学（2014年）
- ファンタジー・オン・アイス（2015年、2016年、2017年、2018年、2019年、2022年）
- SCANDAL （2015年）
- ジャニーズWEST（2015年、2018年、2019年）
- MASOCHISTIC ONO BAND（2015年）
- JAM Project（2015年）
- Junho（from 2PM）（2015年）
- BTS（防弾少年団）（2015年）
- miwa（2016年）
- 星野源（2016年、2017年）
- SEKAI NO OWARI（2016年、2024年）
- Kalafina（2016年）
- 宮野真守（2016年、2018年、2019年、2022年）
- THE IDOLM@STER CINDERELLA GIRLS（2016年）
- AKB48グループ ユニットシングル争奪じゃんけん大会（2016年）
- iKON（2016年）
- GENERATIONS from EXILE TRIBE（2016年）
- HKT48（2016年、2018年）
- Da-iCE（2017年）
- でんぱ組.inc（2017年）
- キュヒョン（2017年）
- LiSA（2017年）
- Trysail（2017年）
- 欅坂46（2017年）
- Aqours（2017年）
- fripSide（2017年、2022年）
- TWICE (2018年）
- フレデリック(2018年)
- ハリー・スタイルズ（2018年[4]）
- QUARTET NIGHT（2018年）
- BABYMETAL（2018年）
- Suchmos（2018年）
- Trignal（2018年）
- IZ*ONE（2019年）
- THE ORAL CIGARETTES（2019年）
- 水樹奈々（2019年、2022年）
- 浦島坂田船（2019年、2022年、2023年）
- THE IDOLM@STER MILLION LIVE!（2019年）
- RAISE A SUILEN（2019年[5]）
- ANIMAX MUSIX 2019 KOBE（2019年[6]）
- 超特急（2021年）
- なにわ男子（2021年）
- Official髭男dism（2021年）
- 木村拓哉（2022年）
- 福山雅治（2022年）
- あいみょん（2022年）
- DA PUMP（2022年）
- Stray Kids（2022年）
- 天月-あまつき-（2022年）
- チャウヌ（2022年）
- ディズニー・オン・アイス（2022年）
- 日向坂46（2022年）
- NiziU（2022年）
- 米津玄師（2022年）
- THE BOYZ（2022年）
- Creepy Nuts（2022年）
- CNBLUE（2022年）
- スピッツ（2022年）
- 平井大（2022年）
- Original Entertainment Paradise（2022年）
- 新・乃木坂スター誕生!（2022年）
- TREASURE（2022年）
- すとぷり（2023年）
- IVE（2023年）
- Fear, and Loathing in Las Vegas（2023年）
- 香取慎吾（2023年、2025年）
- ビョーク（2023年）
- めいちゃん（2023年）
- 水瀬いのり（2023年、2024年）
- WANIMA（2024年）
- 蓮ノ空女学院スクールアイドルクラブ（2024年）

### スポーツ大会
- イザワ・クリスマスオープン・テニストーナメント（1989年 - 2008年）
- WBC世界バンタム級タイトルマッチ
同町内にあった真正ボクシングジムに所属する長谷川穂積が、2、8 - 10回目の防衛戦で使用。
- WBA世界フライ級タイトルマッチ
挑戦者亀田大毅が、王者デンカオセーン・カオウィチットへの2度目の挑戦で、大毅が新王者に輝き、兄の興毅と共に日本初の兄弟世界王者が誕生する、ボクシング界の歴史的瞬間の舞台となった。
- WBC世界ミニマム級タイトルマッチ
挑戦者井岡一翔が、王者オーレイドン・シスサマーチャイにKO勝利し、当時としては日本歴代最速となるプロ7戦目で世界王座獲得の快挙を成し遂げた。
- WBC世界トリプルタイトルマッチ
長谷川、粟生隆寛、西岡利晃がそれぞれの防衛戦を行い、史上初の日本人選手によるトリプル世界防衛戦となった。
- 各種プロレス団体によるプロレス興行
DRAGON GATEは、毎年7月に同団体最大のビッグマッチKOBEプロレスフェスティバルを開催し、これまで過去16回の興行のうち11回で超満員札止めを記録している。新日本プロレスも、毎年9月にタイトルマッチを含むビッグマッチ興行を行う。
- bjリーグ・大阪エヴェッサ ホームゲーム
bjリーグ 2009-10シーズン プレイオフカンファレンスセミファイナルで使用。滋賀レイクスターズと対戦。2戦先勝した方がファイナル4の開催される、聖地・有明コロシアムへの進出が決まる中、大阪エヴェッサが2連勝し、有明行きを決めた。
- 阪神タイガース
2008年に「ファン感謝の集い」で使用。例年、阪神のファン感謝デーは阪神甲子園球場で開催しているが、2008年のオフは改修工事中であったため代替として開催された。
- B.LEAGUE・神戸ストークス ホームゲーム
西宮市立中央体育館から移転。B.LEAGUE 2023-24 レギュラーシーズンで使用。なお、翌シーズンであるB.LEAGUE 2024-25 レギュラーシーズンは、神戸市立中央体育館をホームアリーナとして使用し、シーズン途中でGLION ARENA KOBEに移転する。

## 交通アクセス
- 公共交通機関
  - ポートライナー市民広場駅下車 徒歩3分

## 周辺施設
- 神戸市立ポートアイランドスポーツセンター
- 神戸コンベンションコンプレックス
- ワールド本社
- UCCコーヒー博物館
- 神戸市立青少年科学館
- 神戸ポートターミナル
- 神戸学院大学
- 兵庫医科大学
- 神戸空港